# Pořád jsem to já
Pořád jsem to já (v anglickém originále Still Alice) je americký dramatický film roku 2014, napsaný a režírovaný Richardem Glatzerem a Washem Westmorelandem. Námětem filmu se stal stejnojmenný román Lisy Genovy z roku 2007. V hlavních rolích se objevili Julianne Moore, Alec Baldwin, Kristen Stewartová, Kate Bosworthová a Hunter Parrish. Film měl světovou premiéru na Filmovém festivalu v Torontu 8. září 2014.

## Děj
Alice Howland (Julianne Moore), šťastně vdaná matka tří dospělých dětí, je uznávanou profesorkou lingvistiky, která začíná zapomínat slova. Když je jí diagnostikována raná forma Alzheimerovy choroby, zjišťuje Alice společně se svou rodinou, že jejich vzájemné vztahy projdou tou nejnáročnější myslitelnou zkouškou. Její úsilí zůstat stále tím, kým kdysi byla, je děsivé, dojemné i inspirující.

## Obsazení
- Julianne Moore jako Alice Howland
- Alec Baldwin jako John Howland
- Kristen Stewartová jako Lydia Howland
- Kate Bosworthová jako Anna Howland-Jones
- Hunter Parrish jako Tom Howland
- Shane McRae jako Charlie Jones
- Stephen Kunken jako Benjamin
- Victoria Cartagenová jako Profesorka Hooper
- Seth Gilliam jako Frederic Johnson
- Daniel Gerroll jako Eric Wellman
- Erin Darke jako Jenny
- Kristin Macomberová jako Anne
- Caridad Montanez jako Elena

## Ocenění
Julianne Moore za svůj výkon obdržela Oscara, Zlatý Glóbus, Cenu BAFTA, americkou cenu filmové kritiky, Cenu SAG za nejlepší herecký výkon v hlavní roli.